# Карповский (Ростовская область)
Ка́рповский — хутор в Цимлянском районе Ростовской области.
Входит в состав Новоцимлянского сельского поселения.

## География
Хутор расположен на правом берегу реки Россошь, на границе с Волгоградской областью.

## История
Хутор Карповский появился ещё до Октябрьской революции, его возраст превышает 100 лет. В дореволюционные времена эта местность считалась богатой, в советское время здесь также жили люди в неплохих условиях. Но после Великой Отечественной войны, численность населения уменьшилась, люди стали уезжать из хутора. В XXI веке этот хутор считается малолюдным поселением.

## Население
| 2010 |
| ---- |
| 111  |

## Улицы
На хуторе 7 улиц:
| - Восточная улица - Западная улица - Клубная улица - Парковая улица | - Северная улица - Центральная улица - Южная улица |

## Достопримечательности
В 1914 году в Карповском была построена железобетонная Свято-Георгиевская церковь. Есть версия, что когда итальянские инженеры строили неподалёку мост через реку Кумшак, жители хутора попросили их построить храм. Поэтому церковь построена из такого необычного материала. Колокольня церкви — двухъярусная. Окна строения высокие и удлиненные, небольшой ширины. Храм считается уникальным строением на Юге России, так как это дореволюционная постройка из железобетона. После прихода советской власти храм был закрыт и приспособлен под зерновой склад колхоза «Красный боец». Цинковые листы, покрывавшие крышу, были сняты и увезены в Ростов-на-Дону, со временем большой колокол был уничтожен — сброшен с крыши. Остались только тонкие двойные стены. В годы оккупации в церкви велись службы. В 1994 году храм был передан Православной церкви, начались восстановительные работы.
Священником стал отец Александр Колдоркин. Со временем он организовал в Карповском женскую обитель. Им был восстановлен алтарь и иконостас. С мая 1999 года старостой Свято-Георгиевского храма стала Нина Андреевна Квитницкая. В 2002 году администрация Цимлянска решила начать работы по восстановлению храма, но они так и не были организованы. Вмешался ростовский комитет по охране памятником, который обязал прекратить работы, так как это строение является памятником архитектуры. Храм не стали реставрировать, хотя зданию необходимо проведение реставрационных работ.